# Локти (Тюменская область)
Локти — деревня в Ишимском районе Тюменской области России. Входит в состав Новолоктинского сельского поселения.

## История
До 1917 года центр Локтинской волости Ишимского уезда Тюменской губернии. По данным на 1926 год село Локти состояло из 311 хозяйств. В административном отношении являлось центром Локтинского сельсовета Жиляковского района Ишимского округа Уральской области.

## Население
| 2010 |
| ---- |
| 166  |

По данным переписи 1926 года в селе проживало 1484 человека (734 мужчины и 750 женщин), в том числе: русские составляли 100 % населения.
Согласно результатам переписи 2002 года, в национальной структуре населения русские составляли 88 % из 229 чел.